# Habsburgwarte
Die Habsburgwarte befindet knapp südwestlich des Gipfels des 544 m hohen Hermannskogels in Wien. Sie ist 27 Meter hoch und hat die Form eines mittelalterlichen Wehrturms.

## Der Bau
Der neoromanisch-neogotische Bau, errichtet von dem Architekten Franz von Neumann junior, besteht aus einem sechzehn Meter hohen Rundturm und einem daraufgesetzten, elf Meter hohen Spitztürmchen. Auf der Aussichtsplattform des Rundturms, 16,7 Meter über dem Fußpunkt der Warte,  befindet sich der Fundamentalpunkt der österreichischen Landesvermessung, der 1892 vom k.k. Militärgeographischen Institut bestimmt wurde. Die einstige Loggia im ersten Stock ist nicht mehr erhalten. Die Habsburgwarte wird bis heute vom ÖTK als Aussichtswarte betrieben und ist an Wochenenden von Frühling bis Spätherbst (ca. April bis November) gegen eine geringe Eintrittsgebühr öffentlich zugänglich.
Für angemeldete Gruppen gibt es auch Termine zu anderen Zeiten.

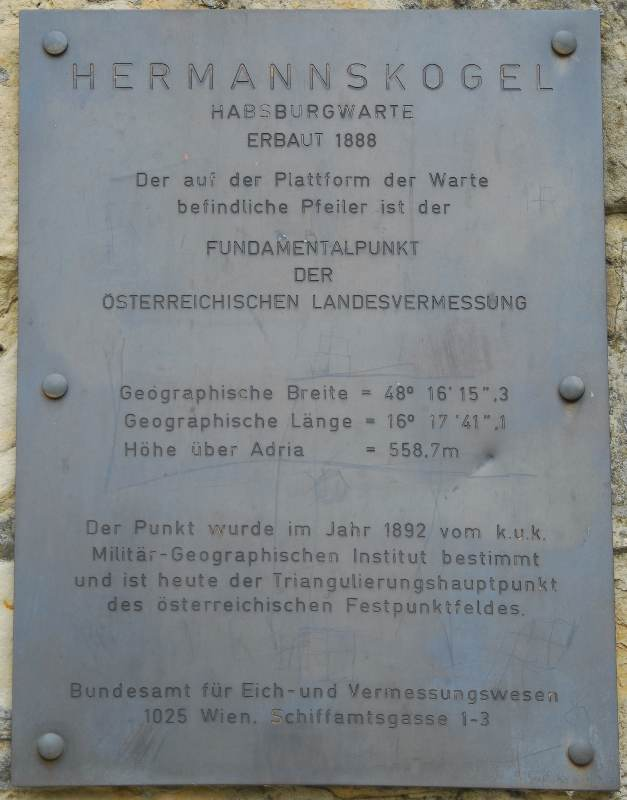
Fundamentalpunkt der österreichischen Landesvermessung

## Geschichte
Im 19. Jahrhundert bemühte sich das Stift Klosterneuburg, zu dessen Grundbesitz der Hermannskogel gehört, eine Aussichtswarte auf dessen Gipfel zu errichten, erhielt aber keine Genehmigung. Ab 1877 betreute der Österreichische Touristenklub ein hölzernes Aussichtsgerüst an dieser Stelle. Am 15. März 1883 beschloss der ÖTK, einen Steinbau zu errichten. Am 23. Juni 1884 genehmigte Kaiser Franz Joseph I. den Namen Habsburg-Warte für den Bau, am 18. November 1887 wurde die Baubewilligung erteilt. Der Österreichische Touristenklub stiftete die Habsburgwarte zum Anlass des 40-jährigen Regierungsjubiläums von Kaiser Franz Joseph I. (1888).
Das k. k. Militärgeographische Institut sollte den Turm als Fundamentalpunkt (Triangulierungshauptpunkt) nützen. Im Jahr 1888 wurde der Turm nach den Plänen des Architekten Franz von Neumann jun. in romanisch-gotischen Mischformen errichtet. Der Schlussstein wurde am 19. November 1888 gesetzt, dem Namenstag der Kaiserin Elisabeth. Nach der Fertigstellung des Innenausbaus wurde die Habsburgwarte am 6. Oktober 1889 in Anwesenheit von Erzherzog Karl Ludwig (Bruder Kaiser Franz Josephs und Protektor des ÖTK) und Prälat Ubald Kostersitz vom Stift Klosterneuburg eröffnet und eingeweiht. 1892 begann offiziell die Nutzung als Hauptpunkt des österreichischen Triangulationsnetzes. Im Jahr 1938 erzwangen die Nationalsozialisten die Umbenennung in „Hermannskogelwarte“.
1945 wurde die Säulenloggia im 1. Stock durch Artilleriebeschuss zerstört. 1947 erfolgte die Restaurierung mit Hilfe der NIOGAS (heute EVN), die den Turm seit 1960 als Richtfunkstation und Fernmessstelle nutzt. Mit Bescheid von 13. September 1972 stellte das Bundesdenkmalamt die Habsburg-Warte unter Denkmalschutz. Am 8. Oktober 1974 beschloss der ÖTK, wieder ausschließlich den historischen Namen Habsburgwarte zu verwenden.